# Оглоблін Дмитро Миколайович
Дмитро Миколайович Оглоблін (29 серпня (11 вересня) 1905, Перм — 12 жовтня 1968, Донецьк) — український радянський вчений у галузі маркшейдерії, доктор технічних наук, професор, заслужений діяч науки і техніки УРСР.

## Біографія
Народився 29 серпня (11 вересня) 1905 року в місті Пермі (Росія). У 1923 році вступив до Свердловського гірничого інституту, який закінчив у 1928 році за спеціальністю «Маркшейдерська справа». Протягом 19 років працював у цьому інституті, починаючи працювати асистентом, кандидат технічних наук (1935), доцент, доктор технічних наук (1940), директора інституту з 1942 року. Член КПРС з 1942 року.
З 1948 року перейшов на роботу в Донецький індустріальний інститут, де обіймав посаду завідувача кафедри «Маркшейдерська справа» гірничо-геологічного факультету до кінця життя, заслужений діяч науки і техніки УРСР (1965).
Був ініціатором створення Донецького планетарію, який відкрився 1962 року.
Помер 12 жовтня 1968 року.

## Наукова робота
Зробив великий внесок у становлення і розвиток кафедри «Маркшейдерської справи», організатор і творець її матеріальної бази в повоєнний час. Автор підручника «Маркшейдерська справа» (зазнав три видання), який до цього часу є основним для студентів-маркшейдерів країн СНД (удостоєний Державної премії України в галузі науки і техніки в 1981 році). Його підручник «Курс маркшейдерської справи для гірників» зазнав чотири видання, перевиданий і виданий англійською та французькою мовами. Під його керівництвом кафедра «Маркшейдерська справа» завжди була однією з провідних в СРСР серед кафедр маркшейдерського профілю.
Створив наукову школу маркшейдерів Донбасу щодо удосконалення та розвитку технології маркшейдерських робіт на базі нової вимірювальної та обчислювальної техніки. За його ініціативою і під його керівництвом отримала розвиток інтеграція маркшейдерських робіт у країнах соціалістичної співдружності. Ініціатор створення в Україні й у вузі прогресивного наукового напрямку для застосування методів фотограмметрії щодо зйомки відкритих гірничих робіт. Засновник наукової лабораторії для вивчення зрушень товщі гірського масиву і земної поверхні методом моделювання еквівалентними матеріалами на плоских та об'ємних моделях. Виконав великий комплекс робіт для розвитку в СРСР і організації методики маркшейдерських робіт, орієнтування маркшейдерських підземних зйомок.
Підготував трьох докторів та 33 кандидатів наук. Опублікував близько 150 наукових робіт, у тому числі монографії:
- тритомник «Маркшейдерські роботи при підземній розробці родовищ» (1940, 1949 і 1955);
- «Орієнтування підземної зйомки» (1948);
- «Нові маркшейдерські прилади» (1961, співавтор І. Я. Рейзенкінд).

## Нагороди, пам'ять

меморіальна дошка

Нагороджений орденом Леніна (1961), двома орденами Трудового Червоного Прапора (1956, 1967), орденом «Знак Пошани» (1943), двома почесними грамотами Верховної Ради УРСР (1961 і 1965), багатьма відомчими знаками і грамотами.
В Донецьку, на будівлі Донецького національного технічного університету за адресою вул. Артема, 58, де з 1948 по 1968 рік працював Дмитро Оглоблін, встановлено меморіальну дошку.
Кафедра маркшейдерської справи гірничо-геологічного факультету ДонНТУ носить назву імені Дмитра Миколайовича Оглобліна.
Дмитро Іванович зображений на картині «Історія ДонДТУ», яка перебуває в музеї університету.